# Wander (Computerspiel)

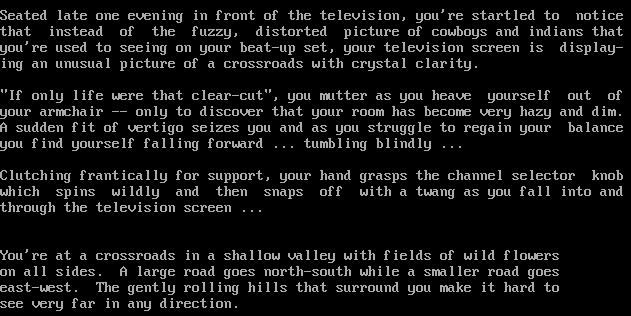
Screenshot von Wander (Welt: Castle)

Wander ist ein Textadventure für Großrechner und wurde ab 1973 oder 1974 vom Programmierer und späteren ersten Geschäftsführer von Lucasfilm Games Peter Langston entwickelt.

## Spielprinzip und Technik
Das Programm ist modular aufgebaut und kann verschiedene Spielwelten („stories“) laden. Eigene Welten können erstellt werden. Zudem kann der Spielstand gespeichert werden. Die Bedienung erfolgt per Eingabe von englischen Kommandos, also ein oder mehrerer, meist zweier Wörter. Im ersten Abenteuer (Castle) muss ein Mädchen aus einem Schloss befreit werden.
Folgende Spielewelten wurden damals entwickelt:
- Castle (1974), Peter Langston
- A3 (1977–1978), Keith Laumer und Peter Langston
- Tut (1978), Peter Langston
- Library (zwischen 1974 und 1978), Nat Howard
- Advent (Colossal-Cave-Adventure-Portierung, 1981), Peter Langston

## Entwicklungs- und Veröffentlichungsgeschichte
Da der ursprüngliche Quellcode des zunächst in BASIC geschriebenen und 1974 von Langston selbst nach C portierten Spiels verschollen ist und keine Unterlagen zu seiner Erstveröffentlichung existieren, sind die Entstehungsgeschichte des Spiels und der zeitliche Bezug zum 1975 oder 1976 veröffentlichten Adventure des Programmierers William Crowther unklar. Beide Spiele wurden unabhängig voneinander über einen längeren Zeitraum hinweg entwickelt und wurden zunächst als Ansammlung begehbarer Räumlichkeiten angelegt; die Spielelemente wurden zu einem späteren, jeweils nicht dokumentierten Zeitpunkt ergänzt. Das Konzept eines fertigen, entwicklungstechnisch abgeschlossenen Spiels und das Konzept einer datierbaren Veröffentlichung waren damals noch nicht bekannt.
Wander galt als verschollen, bis Anfang 2015 der Quelltext einer Version aus dem Jahr 1980 von Langston in einem Softwarearchiv wiederentdeckt wurde. Die Existenz des Spiels war dabei durchaus bekannt; der britische Mathematiker und Inform-Entwickler Graham Nelson bezeichnete es 1993 als „textbasiertes Weltmodellierungsprogramm“ und „Proto-Adventure“. Ein Copyrightvermerk wurde erst 1978 nachträglich eingefügt. Zu diesem Zeitpunkt enthielt das Spiel bereits Komponenten, die auf Crowthers Adventure Bezug nahmen.